# Ex (lied)
Ex is een lied van de Nederlandse rapper LouiVos in samenwerking met de Nederlandse rapper Webb. Het werd in 2017 als single uitgebracht en stond in hetzelfde jaar als tweede track op het album Vostape Vol. 1: Congo Johnny Depp van LouiVos.

## Achtergrond
Ex is geschreven door Condido Antonio, Jess Nuengi en Kevin Mata en geproduceerd door Castanho Vybz. Het is een nummer uit het genre nederhop. In het lied rappen de artiesten over dat ze op zoek zijn naar dames om mee naar bed te gaan, maar uiteindelijk terug belanden bij hun ex-partner. Ze vertellen in het nummer hoe ze indruk maken op de vrouwen. De single heeft in Nederland de dubbel platina status.
Het is de eerste hitsingle van de twee artiesten samen. In 2019 waren beide rappers ook te horen op het lied Kotazo.

## Hitnoteringen
De artiesten hadden succes met het lied in de hitlijsten van Nederland. Het piekte op de elfde plaats van de Nederlandse Single Top 100 en stond zeventien weken in deze hitlijst. De Nederlandse Top 40 werd niet bereikt; het kwam hier tot de tweede plaats van de Tipparade.